# New York State Thruway
De New York State Thruway (officieel de Governor Thomas E. Dewey Thruway en afgekort NYS Thruway of Thruway) is een als tolweg uitgevoerde autosnelweg in de Verenigde Staten. De hele snelweg ligt in de staat New York. De snelweg begint op de grens van de borough The Bronx van de stad New York en Yonkers in het zuiden van Westchester County en eindigt in Ripley, in Chautauqua County, aan Lake Erie op de grens met Pennsylvania. Belangrijke plaatsen/steden langs de Thruway zijn Albany, Syracuse en Buffalo. Volgens de International Bridge, Tunnel and Turnpike Association was de Thruway in 2010 de op vier na drukste tolweg van de Verenigde Staten.
De snelweg wordt beheerd door de in 1950 opgerichte New York State Thruway Authority (NYSTA). De totale lengte van de hoofdroute is 798,23 km, het totale systeem van bijhorende aanvoer- en verbindingswegen bijeengetelt, komt uit op een netwerk van 917,05 km.
Met de officiële naam wordt door de New York State Senate sinds 1964 Thomas E. Dewey geëerd, de gouverneur van de staat New York in functie ten tijde van de inhuldiging. De officiële naam wordt evenwel zelden gebruikt.

## Geschiedenis
Een tolweg die de grote steden van de staat New York verbindt, werd voor het eerst voorgesteld in de jaren veertig. Het eerste deel van de Thruway, tussen Utica en Rochester, werd geopend op 24 juni 1954. De rest van de hoofdroute en veel van haar aansluitingen op snelwegen op de grens met de staten Connecticut, Massachusetts, New Jersey en Pennsylvania en de Canadese provincie Ontario werden gebouwd in de jaren vijftig.
De Thruway werd aangelegd in het begin van de jaren vijftig, vóór de invoering van het Interstate Highway System en de grote federale subsidies die aan staten werden verstrekt om dit netwerk aan te leggen. De Thruway is daarbij een van de oudere Amerikaanse autosnelwegen, enkel voorafgegaan door de Pennsylvania Turnpike (1940), de New Jersey Turnpike (1952) en de even oude Garden State Parkway (1954). Met de invoering van het Interstate Highway System aan het einde van de jaren vijftig van de twintigste eeuw werd de aanleg van tolwegen zoals de Thruway aanzienlijk vertraagd, omdat de federale regering nu het grootste deel van de financiering voor de aanleg van nieuwe snelwegen voor haar rekening nam en de regelgeving vereiste dat dergelijke Interstate Highways vrij van tol moesten zijn. Maar de oudere tolwegen zoals de Thruway werden aan het Interstate System toegevoegd onder een grandfather-clausule die het mogelijk maakte om tol te blijven heffen op tolwegen die van voor het systeem dateren. De tolheffing op deze wegen blijft in New York gehandhaafd als een blijvende recurrente bron van inkomsten die ook mee het onderhoud van de infrastructuur financiert.
Bij de start van het Interstate Highway System, in 1957, werd van het bestaan van een groot deel van de Thruway gebruik gemaakt om al een deel van het IHS als gerealiseerd te kunnen opleveren, en werd de Thruway over zijn traject een onderdeel van gedeeltes van het traject van Interstate 87 (I-87), I-90 en I-95. Andere segmenten werden kort daarna onderdeel van I-190 en I-287. Vandaag de dag bestaat het systeem uit zes snelwegen: de hoofdlijn New York-Ripley, de Berkshire Connector, de Garden State Parkway Connector (sluit aan op de Garden State Parkway), de New England Thruway (I-95), de Niagara Thruway (I-190) en de Cross-Westchester Expressway (I-287). Het gedeelte van de I-84 in New York werd onderhouden door de Thruway Authority van 1991 tot 2010, maar maakte nooit deel uit van het Thruway-systeem en wordt momenteel onderhouden door het New York State Department of Transportation (NYSDOT).
De Thruway maakt gebruik van een combinatie van gesloten (ticket-gebaseerd) en volledig elektronisch geïnde (open weg) tol. Tickets worden gebruikt op de Thruway mainline tussen Harriman en Williamsville en van Lackawanna naar de staatsgrens met Pennsylvania. De Berkshire Connector maakt ook gebruik van een ticket-gebaseerd tolsysteem. De New England Thruway, de Niagara Thruway en het gedeelte van de hoofdlijn ten zuiden/oosten van Harriman gebruiken volledig elektronische tol, met tol betaald met behulp van E-ZPass of Tolls-By-Mail. De laatste twee componenten - de Garden State Parkway Connector en de Cross-Westchester Expressway - en het gedeelte van het hoofdtraject in en rond Buffalo zijn gratis. In oktober 2020 werd bekend dat ergens in november 2020 de overgang naar cashloze tolgelden in werking zou treden, waardoor alle tolpoortjes en hun exploitanten zouden worden geëlimineerd. De Thruway wordt gedeeltelijk gesubsidieerd door de tol, terwijl andere delen door NYSDOT worden gefinancierd.

## Traject
Op het grondgebied van The Bronx heet het aansluitend traject van de snelweg de Major Deegan Expressway. De I-87 loopt over de Major Deegan Expressway in de stad New York en de Thruway verder noordwaarts. De Hudson wordt gekruist tussen Tarrytown en Grand View-on-Hudson door de Governor Mario M. Cuomo Bridge, de officiële naam van de in 2017 geopende nieuwe Tappan Zee Bridge. Tot 2017 had de oude brug als naam de Governor Malcolm Wilson Tappan Zee Bridge. Na de rivierkruising buigt de snelweg van westwaarts naar noordwaarts kloksgewijs rond het Harriman State Park, het op een na grootste staatspark van New York. Op de rechteroever van de Hudson vervolgt de tolweg zijn route noordwaarts tot Albany waar de autosnelweg westwaarts draait richting Buffalo, terug aan de oevers van een andere rivier, zijrivier van de Hudson, de Mohawk welke vallei gevolgd wordt tot Utica waar de Mohawk en het naastliggende Eriekanaal noordwaarts gelaten worden. Bij Syracuse vervoegt de Thruway (en de over het traject lopende I-90) terug het traject van het Eriekanaal. Buffalo naderend vervolgt de tolweg een meer zuidwestelijke koers tot in Ripley een laatste tolplaza op de hoofdweg de vlakbij gelegen overgang naar Pennsylvania aankondigt, en waar de I-90 verder westwaarts als freeway vrij toegankelijk is.

Kenteken van de Thruway op het traject, naast vermelding interstate highways